# 5月35日
《5月35日》（德語：Der 35. Mai oder Konrad reitet in die Südsee）是德國作家埃利希·克斯特納於1932年出版的兒童文學作品。原文標題解作《5月35日，又稱康拉德出發往南洋》，講述小學生主角康拉德前往南洋歷奇探險的奇幻故事。
5月35日是虛構的一日，西曆曆法無法記載，但此故事則引申出「萬事皆可能發生之一日」的意思。

## 概要
5月35日，星期四。小學生康拉德（Konrad）數學成績太過好，卻因此反被老師認為代表「欠缺想像力」，要康拉德和其他數學好的學生寫一篇關於南洋（die Südsee，又譯「南太平洋」）的作文。那是康拉德和其他同學都從未去過的地方。
逢星期四，康拉德都會因為父母外出工作，而由當藥劑師、沒有家室的叔叔林格爾胡特（Ringelhuth）接送放學一起吃午飯。二人在路上遇見頭帶黑禮帽、會開口說人話、又愛吃糖的馬戲團黑馬卡巴羅（Kaballo）並一起吃飯。卡巴羅說牠正要去南洋，並說只要穿過走廊上的古舊大衣櫥，走兩個小時就會到。
為了讓康拉德寫好作文，兩人一馬便一同前往南洋，先後經過「懶人國」、「古城堡」、「顛倒世界」、「電子城」等奇妙荒誕國家。最後他們終於到了南洋，那裏有女工擦鋼造的赤道，黑馬卡巴羅也遇上了心上人——白馬。經過一番周遊歷險後，康拉德和叔叔在酋長的帶領下，穿過大衣櫥，回到原來的世界。康拉德也完成了要寫的日記。

## 中文譯本
- 袁丁、何友存譯（1983年）：《5月35日》，上海：少年兒童出版社。
- 沙永玲改寫（1994年）：《5月35日》，台北：天衛文化圖書有限公司。ISBN 957-8557-66-3
- 劉冬瑜譯（1999年）：《5月35日》，濟南：明天出版社。ISBN 7-5332-3068-X

## 衍生
德國二戰納粹題材電影《The Path》（原文片名：Der Pfad）在台灣上映时的译名為《五月的35日》，起因為電影中的主角在逃亡時隨身帶著《5月35日》這本小說。

## 外部連結
- （德文） 柯斯特納網站（页面存档备份，存于）：介紹《5月35日》故事，存取於2007年3月18日